# Apocalypto
Apocalypto is een Amerikaanse film van Mel Gibson. De film gaat over de teloorgang van de Maya's, zo'n 500 jaar geleden, nog voor de Spaanse kolonisatie van Latijns-Amerika. De film werd gedraaid met bijna een volledige cast van Mexicaanse acteurs van Meso-Amerikaanse origine. Ook zijn alle dialogen in het Yucateeks Maya.

## Verhaal
Tijdens het jagen in het Meso-Amerikaanse regenwoud ontmoeten Jaguar Paw, zijn vader en stamhoofd Flint Sky en hun stamgenoten een groep vluchtelingen. De leider van de groep legt uit dat hun land werd verwoest en vraagt toestemming om door de jungle te trekken. Flint Sky merkt op dat de vluchtelingen ziek zijn van angst en dringt er bij Jaguar Paw op aan om zich nooit door angst te laten besmetten. Later die avond verzamelt de stam zich rond een ouderling die een profetisch verhaal vertelt over een wezen dat wordt verteerd door een leegte die niet kan worden bevredigd, ondanks dat alle geschenken van de wereld hem worden aangeboden, en die blindelings zal doorgaan met geschenken aannemen totdat er is niets meer over is in de wereld voor hem.
De volgende ochtend wordt het dorp aangevallen door een vijandige stam onder leiding van Zero Wolf. De hutten worden in brand gestoken, veel dorpelingen worden gedood en de overlevende volwassenen worden gevangengenomen. Tijdens de aanval laat Jaguar Paw zijn zwangere vrouw Seven en hun zoontje Turtles Run in een put zakken. Jaguar Paw keert terug naar het gevecht en weet de sadistische overvaller Middle Eye bijna te doden, maar wordt uiteindelijk gevangengenomen. Wanneer Middle Eye zich realiseert dat Flint Sky de vader van Jaguar Paw is, vermoordt hij Flint Sky en noemt hij Jaguar Paw spottend "Bijna". De overvallers binden de gevangenen samen en gaan op een lange gedwongen mars door de jungle, waarbij de kinderen worden achtergelaten. Ondertussen zitten Seven en Turtles Run vast in de put nadat een achterdochtige overvaller de klimrank heeft doorgesneden.
Als het gezelschap de Maya-stad (mogelijk Chichén Itzá) van de overvallers nadert, komen ze verwoeste bossen en uitgestrekte velden met mislukte maïsoogsten tegen, naast dorpen die zijn gedecimeerd door een onbekende ziekte. Ze passeren dan een klein meisje dat besmet is met de pest, die het einde van de Maya-wereld profeteert. Zodra de overvallers en gevangenen de stad bereiken worden de vrouwen verkocht als slavinnen, terwijl de mannen naar de top van een trappiramide worden begeleid om te worden geofferd voor de Maya-koning en -koningin.
Twee gevangenen worden geofferd, maar wanneer Jaguar Paw op het altaar wordt neergelegd, doet een zonsverduistering met zichtbare corona de hogepriester de ceremonie stopzetten. De Maya's beschouwen de gebeurtenis als een voorteken dat de goden tevreden zijn en besluiten de ceremonie, terwijl ze de overgebleven gevangenen sparen.
De gevangenen worden vervolgens door de overvallers meegenomen om als schietoefeningen te worden gebruikt en krijgen hun vrijheid terug als ze zich voorbij de grens van het speelveld kunnen brengen. Jaguar Paw loopt een pijlwond op, maar weet met de hulp van zijn gewonde broeder Blunted te ontsnappen in de jungle, waarbij hij de zoon van Zero Wolf, Cut Rock, doodt. Zero Wolf en Middle Eye nemen hun mannen mee om hem achterna te gaan. Jaguar Paw vlucht terug de jungle in en herinnert zich de les van zijn vader over angst en besluit zijn achtervolgers te vermoorden. De rovers worden één voor één gedood, inclusief Zero Wolf en Middle Eye, totdat er nog maar twee mannen over zijn.
Dan begint er hevige regen te vallen waardoor het gezin van Jaguar Paw, dat nog steeds vastzit in de put, dreigt te verdrinken. Seven bevalt van een tweede zoon, die wordt geboren onder het gevaarlijk stijgende wateroppervlak. Ondertussen jagen de twee overgebleven overvallers Jaguar Paw op naar de kust, waar ze alle drie verbaasd zijn bij het zien van de Spaanse conquistadores die hun weg naar de kust vinden. Terwijl de twee overvallers in de war raken door de Spaanse schepen, gebruikt Jaguar Paw de afleiding om te vluchten en terug te keren naar zijn dorp. Jaguar Paw keert net op tijd terug om zijn gezin te redden van de volstromende put en is dolgelukkig bij het zien van zijn pasgeboren zoon.
Later kijkt het herenigde gezin uit over het water naar de Spaanse schepen. Jaguar Paw besluit de vreemdelingen niet te benaderen, waarop ze vertrekken en terugkeren naar de jungle, op zoek naar een nieuw begin.

## Filmkritiek
Door het publiek en filmcritici werd de film over het algemeen goed ontvangen. Ook collega-regisseurs waren lovend. Quentin Tarantino noemde de film een meesterwerk en Martin Scorsese noemde hem visionair.
Historici en archeologen waren over het algemeen minder te spreken. Gibson werd ervan beschuldigd verschillende Meso-Amerikaanse beschavingen, stijlelementen en periodes door elkaar te hebben gehaald; zo was de klassieke Mayacultuur zoals die in de film te zien is al honderden jaren voor de komst van de Spanjaarden in verval geraakt. Ook was er veel kritiek op de weergave van de mensenoffers en andere wreedheden, zowel qua de hoeveelheden als de manier waarop in de film geofferd wordt. In de film worden de slachtoffers, nadat hun kloppend hart eruit gehaald werd, ook nog onthoofd, terwijl er geen aanwijzingen zijn dat de Maya's die methode ook echt gehanteerd hebben. Ook zijn in Apocalypto massagraven te zien, die in werkelijkheid niet bij de steden zijn aangetroffen. Door veel Maya-massagraven te associëren met de Guatemalteekse Genocide die hun volk in de jaren '80 trof, wordt Gibson tactloosheid en racisme verweten. Dergelijke beschuldigingen werden ook geuit wegens de weergave van de komst van de Spanjaarden aan het eind van de film, die de indruk zou moeten geven dat de Europese verovering voor de Maya's heilzaam is geweest, zeker daar Gibson bekendstaat als een overtuigd katholiek. Ten slotte werd de scène met de zonsverduistering niet als geloofwaardig geacht, daar de Maya's in staat waren die te voorspellen. De scène doet hiernaast erg denken aan een sleutelscène in De zonnetempel, een strip uit de De avonturen van Kuifje.

## Rollen
| Acteur                | Rol              |
| --------------------- | ---------------- |
| Rudy Youngblood       | Jaguar Paw       |
| Raoul Trujillo        | Zero Wolf        |
| Dalia Hernández       | Seven            |
| Gerardo Taracena      | Middle Eye       |
| Jonathan Brewer       | Blunted          |
| Carlos Emilio Báez    | Turtles Run      |
| Morris Birdyellowhead | Flint Sky        |
| María Isabel Díaz     | Schoonmoeder     |
| Amilcar Ramírez       | Curl Nose        |
| Israel Contreras      | Smoke Frog       |
| Israel Ríos           | Cocoa Leaf       |
| Iazua Larios          | Sky Flower       |
| Ricardo Díaz Mendoza  | Cut Rock         |
| Rodolfo Palacios      | Snake Ink        |
| Ariel Galvan          | Hanging Moss     |
| Lorena Hernández      | Ziek dorpsmeisje |